# Сијетл маринерси
Сијетл маринерси (енгл.  — „Сијетл морепловци”) су професионални тим бејзбола у оквиру МЛБ-а, са седиштем у граду Сијетл у држави Вашингтон. Своје утакмице играју на стадиону Сафеко Филд. Чланови су Америчке лиге и наступају у дивизији Запад. Клуб је основан 1977. године и до сада није мењао назив.
„Маринерси“ нису били шампиони МЛБ-а, до сада. Клуб има своју маскоту лоса — „Маринера Муза“.